# Серёгин, Иван Михайлович
Иван Михайлович Серёгин (1906 — 1986) советский государственный и политический деятель, председатель Ульяновского областного исполнительного комитета.

## Биография
Родился в 1906 году в Рязанской губернии. Член ВКП(б) с 1927 года.
С 1936 года — на общественной и политической работе. В 1936—1961 гг. — секретарь ячейки ВЛКСМ Воскресенского цементного завода, ответственный секретарь волостного комитета ВЛКСМ, начальник Политического отдела совхоза в Казахской ССР, заведующий Сельскохозяйственным отделом Воронежского областного комитета ВКП(б), 3-й секретарь Воронежского областного комитета ВКП(б),
2-й секретарь Ульяновского областного комитета ВКП(б), секретарь Ульяновского областного комитета ВКП(б) — КПСС, 2-й секретарь Ульяновского областного комитета КПСС, председатель Исполнительного комитета Ульяновского областного Совета.
Избирался депутатом Верховного Совета РСФСР 3-го, 4-го и 5-го созывов.
Умер в 1986 году. Похоронен на Северном кладбище Ульяновска.